# Helen of Troy (1956)
Helen of Troy is een film uit 1956 onder regie van Robert Wise. De film is gebaseerd op de Ilias.

## Verhaal
De film vertelt het verhaal van de Trojaanse Oorlog. Paris van Troje zeilt naar Sparta om de vrede tussen de twee grote staten te verzekeren. Problemen ontstaan wanneer hij gedwongen is terug te varen naar Troje omdat een sterke storm uitbreekt. Hij wordt gevonden en geholpen door Helena. Nadat hij verliefd op haar wordt, gaat hij naar het paleis, waar hij Helena's man Menelaos, Agamemnon, Odysseus en Achilles een plan hoort voorbereiden over de oorlog met Troje. Ondertussen ontdekt Menelaos dat Paris en Helena iets hebben. Hij wordt bevriend met hem, terwijl hij stiekem de moord op Paris voorbereidt.

## Context
In de jaren vijftig van de twintigste eeuw was de Griekse of Romeinse Oudheid een geliefd thema voor films. Er zijn destijds diverse beroemde producties over gemaakt, waar 'Helen of Troy' overigens niet toe gerekend wordt. Deze film ontleent zijn bekendheid hoofdzakelijk aan het meespelen van de jonge Brigitte Bardot.

## Rolverdeling
| Acteur           | Personage  |
| ---------------- | ---------- |
| Rossana Podestà  | Helena     |
| Jacques Sernas   | Paris      |
| Cedric Hardwicke | Priamus    |
| Stanley Baker    | Achilles   |
| Niall MacGinnis  | Menelaos   |
| Robert Douglas   | Agamemnon  |
| Nora Swinburne   | Hekabe     |
| Torin Thatcher   | Odysseus   |
| Harry Andrews    | Hector     |
| Ronald Lewis     | Aeneas     |
| Brigitte Bardot  | Andraste   |
| Marc Lawrence    | Diomedes   |
| Maxwell Reed     | Ajax       |
| Robert Brown     | Polydorus  |
| Patricia Marmont | Andromache |
| Guido Notari     | Nestor     |
| Terence Labrosse | Patroclus  |
| Janette Scott    | Cassandra  |